# 난코 노보

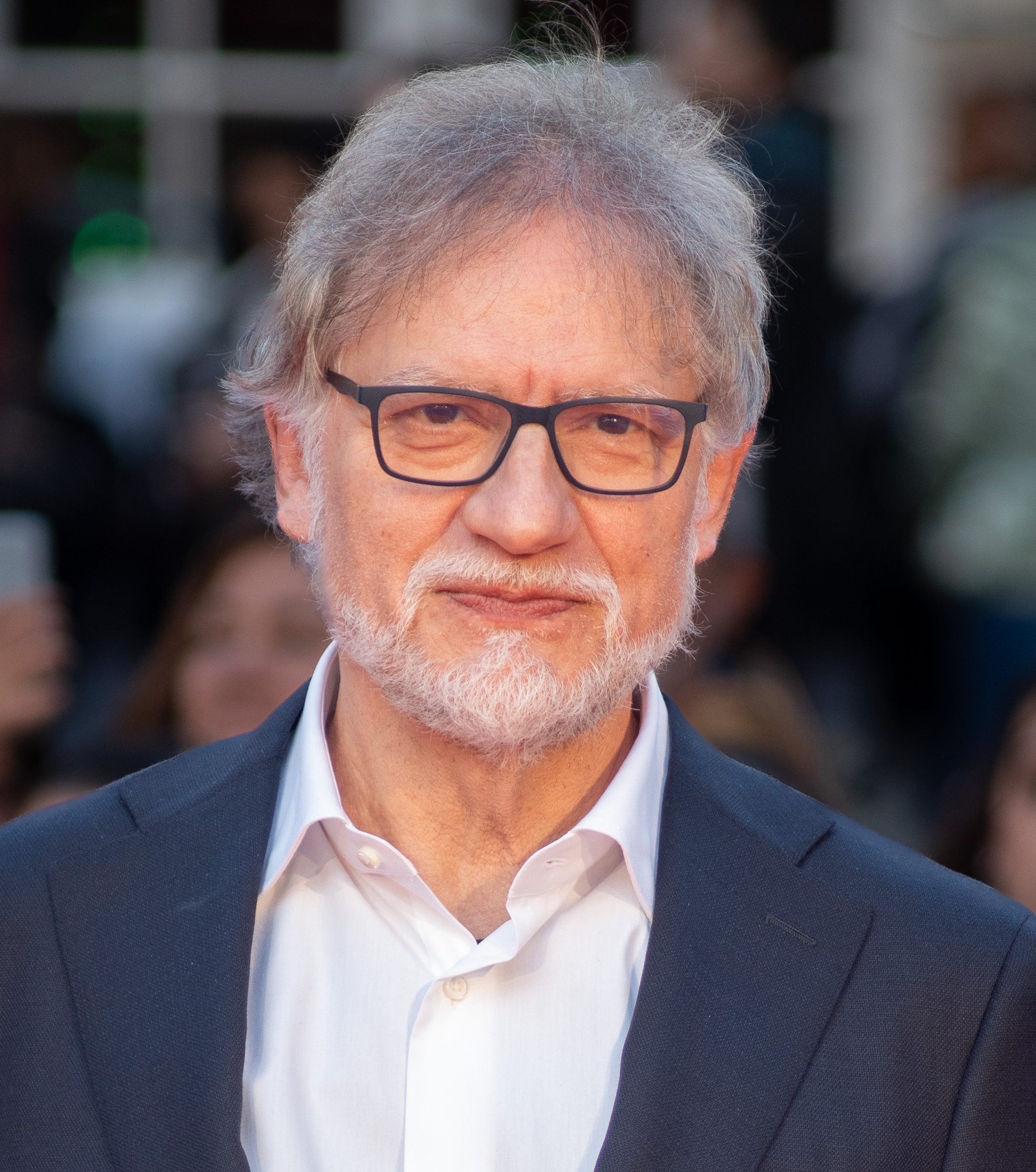

난코 노보(Nancho Novo, 1958년 9월 17일~)는 스페인의 아코루냐출신의 배우, 가수, 텔레비전 배우이다.

## 영화
- 파울로 코엘료(2014년)
- 푸도르(2007년)
- 애스트로넛(2003년)
- 목수의 연필(2003년)
- 티에라 델 푸에고(2000년)
- 북극의 연인들(1998년) - 알바로 역
- El Origen del problema(1997년)
- 기브 미 썸씽(1997년)
- 셀레스티나 : 창녀 이야기(1996년)
- 우정 아닌 사랑(1996년)
- 대지(1996년)
- 비밀의 꽃(1995년)
- 붉은 다람쥐(1993년)
- 나는 너의 침대를 사랑한다(1992년)